# Montañas Allegheny (Antártida)
Las montañas Allegheny (77°15′S 143°18′O / -77.250, -143.300) son un pequeño grupo de montañas ubicadas unos 16 km al oeste de las montañas Clark en las cordilleras Ford de la Tierra de Marie Byrd en la Antártida. Fueron descubiertas durante los viajes de exploración aéreos en 1934 de la Expedición Antártica Byrd y posteriormente se levantaron mapas a partir de reconocimientos aéreos y relevamientos sobre el terreno por el Servicio Antártico de Estados Unidos entre 1939 to 1941. Fueron nombradas por el Servicio Antártico de Estados Unidos en referencia al Allegheny College, Meadville, Pennsylvania el cual es el alma mater de Paul Siple, líder de la Base Occidental del Servicio Antártico de Estados Unidos.